# クラトゥ
クラトゥ（Klaatu）は、ジョン・ウォロシャクとディー・ロングによって1973年に結成されたカナダ・オンタリオ州トロントのプログレッシブ・ロック・バンド。結成当時はメンバーの詳細が明らかにされていなかったが、スタジオ・ミュージシャンが集合したバンドである。ポップ・ミュージックの影響を受けたプログレッシブ・ロックという音楽性から、「カナダのビートルズ」として知られる。
バンド名の由来は、1951年のSF映画『地球の静止する日』においてマイケル・レニー演ずる宇宙からの訪問者「クラトゥ」である。

## 来歴

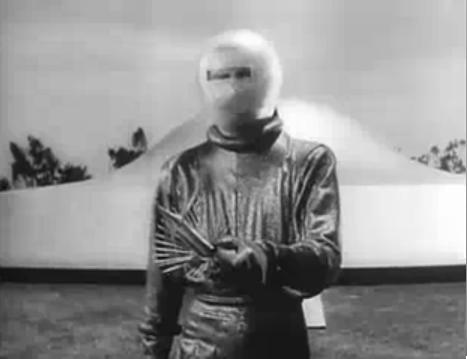
『地球の静止する日』の宇宙人クラトゥ（マイケル・レニー）

初期のシングル「Anus Of Uranus/Sub-Rosa Subway」「Dr. Marvello/For You Girl」はGRTレコードからリリースされ、シングル「California Jam」「True Life Hero」発売後にはドラマーとして参加していたテリー・ドレーパーが正式メンバーとなり3人編成となった。マネージメント業務を務めていたテリー・ブラウンの尽力で キャピトル-EMIカナダとの専属契約が成立し、バンドの活動は更に活性化した。そしてブラウンは後に彼らの音楽プロデューサーとなった。
最初のアルバム『クラトゥ (3:47 EST)』は、中期以降のサイケデリック要素を含めたビートルズ・サウンドに似ていたことから、アルバム発売当初はビートルズのメンバーが覆面で活動しているなどの憶測が各種音楽メディアから伝えられ、そのためバンドとアルバムが注目を集めることとなった。2枚目のアルバム『ホープ』では、ファースト・アルバムのサイケデリックな世界観からは遠ざかってしまった。1980年代に入り4枚目のアルバム『エンデインジャード・スピーシーズ』がリリースされた頃にようやくバンドのメンバーが少しだけ紹介され、ドラマーのテリー・ドレーパー、キーボーディスト/ベーシストのジョン・ウォロシャク、ギタリストのディー・ロングの3人が明らかにされた。そして彼らからは、ビートルズからの音楽面の影響を否定する発言が飛び出した。
クラトゥは、元々がスタジオ・ミュージシャンの集合体であったため、バンドとしてライブ活動は行なっていなかったが、契約上の義務としてキャピトル/EMIカナダは1981年11月からしばらくの間、マックス・ウェブスター（Max Webster）のメンバーらを呼び入れる形で6人編成を組ませて、コンサート・ツアーを行わせた。しかし、メンバーのうちディー・ロングは、ライブ・パフォーマンスに関して意味合いを見いだせなかったため、ツアー途中の1982年4月にクラトゥから脱退してしまう。残されたジョン・ウォロシャクとテリー・ドレーパーはその後数ヶ月間ツアーをこなしパフォーマンスを続けたが、最終的に1982年8月にクラトゥは解散を迎えることになった。
解散後の1988年にメンバー3人が集合し、ロンドンにあるジョージ・マーティンのAIRスタジオで、ドイツのテレビ・シリーズ『Tatort』用に、バンド・メンバー外のポール・ヴィンセント・ガニア（Paul Vincent Gunia）が書いたシングル「Woman」をレコーディングした。そのシングルは西ドイツでのみリリースされたが、シングル・チャートに食い入ることはできなかった。その後、数年を経た2005年5月7日には再び3人が集まり「Toronto's Klaatu Kon」を開催してアコースティック版のライブ・パフォーマンスを行っている。その時のセット・リストには「At the End of the Rainbow」「I Don't Wanna Go Home」「Cherie、Magentalane」「Little Neutrino」「All Good Things」などが選曲されていた。

## その後
クラトゥのオリジナル・アルバムは、2000年代に入るとキャピトルを含む様々なレーベルからCD化して再リリースされた。レーベルによっては曲数や曲順などが変えられて販売されたが、カナダの「Bullseye Records」からはオリジナル・アルバムの曲順と曲数でリリースされ、さらに同レーベルからは『Around the Universe In Eighty Minutes』というクラトゥへのトリビュート盤もリリースされている。そして2005年には同レーベルから、2枚組CDのコレクション・セットとして『太陽暦:アンリリーズド&シングルズ (Sun Set)』がリリースされ、その中には レア音源、デモ・トラック、初期のレア・シングル、その他の音源が収録された。その中でも興味深い音源としては、キャピトルからリリースされたアルバム『ホープ』のオリジナル・バージョンが挙げられる。以前のリリース時には、ロンドン交響楽団と録音したパートがリリース直前の最終段階になってすべて未使用でリリースされていたが、この音源によってオーケストレーションがカットされていないオリジナルのバージョンを聴くことができるようになった。2枚組CDセットにはバンド・メンバーへのインタビューを綴った40ページに及ぶブックレットも付属。また同2005年にはコンピレーション・アルバムの『レアリティーズ』もリリースされたが、このコレクションはアナログ盤LPだけのリリースとなっている。『レアリティーズ』ではクラトゥの熱心なファンに対して様々なマテリアルを提供していて、別ミックス音源やシングルのバージョン違いなど、『太陽暦:アンリリーズド&シングルズ』とは異なり『ホープ』を含む未発表音源などが多数収録されている。2009年3月にCDでリリースされた『太陰暦:ライヴ&レアリティーズ (Sology)』には『レアリティーズ』収録曲の「Klaatu Kon」（2005年）でのライブ・レコーディング版音源が収録された。

## メンバー
- ジョン・ウォロシャク（John Woloschuk）- 鍵盤楽器、ベース、ギター
- ディー・ロング（Dee Long）- ギター、ボーカル
- テリー・ドレーパー（英語版）（Terry Draper）- ドラムス、パーカッション

## ディスコグラフィ

### スタジオ・アルバム
- 『クラトゥ』 - 3:47 EST (1976年) ※カナダ以外の国では『Klaatu』。旧邦題『謎の宇宙船』
- 『ホープ』 - Hope (1977年) ※旧邦題『来たるべき世界』
- 『サー・アーミー・スーツ』 - Sir Army Suit (1978年)
- 『エンデインジャード・スピーシーズ』 - Endangered Species (1980年)
- 『マジェンタレーン』 - Magentalane (1981年)

### コンピレーション・アルバム
- Klaatu Sampler (1981年)
- Klaasic Klaatu (1982年)
- Peaks (1993年)
- 『太陽暦:アンリリーズド&シングルズ』 - Sun Set (2005年)
- 『レアリティーズ』 - Raarities (2005年)
- 『太陰暦:ライヴ&レアリティーズ』 - Solology (2009年)